# Pseudophryne corroboree
La rana corroboree meridionale (Pseudophryne corroboree Moore, 1953) è una rana della famiglia Myobatrachidae, endemica di un piccolo territorio del Nuovo Galles del Sud in Australia.

## Descrizione
Le rane corroboree meridionali femmine adulte sono lunghe 26–31 mm, mentre i maschi misurano 22–29 mm; entrambi portano vivide strisce gialle e nere sulla testa, sulla schiena e sugli arti. Il corpo e la testa sono corti e larghi, il muso è leggermente appuntito e le dita delle mani e dei piedi sono prive di cinghie. L'iride è nera. La rana corroboree settentrionale ha, invece, strisce più strette e giallo-verdastre.

## Habitat e conservazione
La rana corroboree meridionale è originaria del Parco Nazionale Kosciuszko nelle montagne innevate settentrionali, dove si trova in località tra la catena montuosa Maragle e Smiggin Holes. Segnalato come abbondante negli anni '70, è diminuito drasticamente negli anni '80 a causa della chitridiomicosi. La specie è in grave pericolo di estinzione e si ritiene che la popolazione selvatica contenga circa 30 individui. L'habitat naturale è la palude di fango ad altitudini superiori a 1.200 m (3.900 piedi).
Gli sforzi per conservare la specie hanno incluso l'istituzione di programmi di riproduzione in cattività in quattro istituzioni: l'Amphibian Research Center nel 1997, lo zoo di Melbourne nel 2001, lo zoo di Taronga nel 2006 e il Santuario di Healesville nel 2007. Nel 2018, c'erano oltre 400 rane corroboree meridionali negli zoo.
Nel Parco Nazionale Kosciuszko sono stati istituiti cinque recinti per l'allevamento. Due terzi delle rane presenti in questi luoghi sono morti negli incendi boschivi australiani del 2019-2020. Nel 2022, altre 100 rane sono state rilasciate da programmi di riproduzione in cattività.